# Periacma nakhonnayokensis
Periacma nakhonnayokensis (лат.) — вид молевидных бабочек рода Periacma из семейства Autostichidae. Китай (Юньнань), Таиланд.

## Описание
Размах крыльев 19,5 мм. Основная окраска желтовато-коричневая и чёрная. Мезонотум жёлтый; тегулы жёлтые, чёрные в основании. Переднее крыло бледно-оранжево-жёлтое, с желтовато-коричневыми чешуйками; боковой край с плотными чёрными чешуйками вдоль 1/5 основания, образуя тёмную полосу; спинной край с чёрным пятном в основании; дискальные и дискоцеллюлярные пятна чёрные; постмедиальная фасция тёмно-коричневая, широкая, от дистальной 1/3 до 3/5 бокового края до дорсального; бахромка совпадает с передним крылом. Задние крылья и бахрома тёмно-серые. Ноги жёлтые, кроме трёх дистальных тарзомеров передних и средних лапок, чёрные; на вентральной поверхности передние лапки с тазиками чёрные; на дорсальной поверхности передние лапки с бедром и голенью чёрные, средние лапки чёрные на вершине бедра, голени чёрные, кроме жёлтых на вершине, лапка чёрная на середине первого тарзомера и в основании второго тарзомера. Periacma nakhonnayokensis можно отличить от сородичей по переднему крылу с крупным мутным тёмно-коричневым дистальным пятном, а также по косте вальвы с крупным треугольным отростком на дистальной 1/5.